# Sesa (Huesca)
Sesa ist eine Gemeinde in der Provinz Huesca in der Autonomen Gemeinschaft Aragonien in Spanien. Sie liegt in der Hoya de Huesca am rechten Ufer des Río Guatizalema und an der Straße A-131.

## Geschichte
Der wohl schon in römischer Zeit unter der Bezeichnung Sesars besiedelte Ort wird im Jahr 1103 anlässlich einer Schenkung der Burg von Sesa an die Kathedrale von Huesca durch König Pedro I. von Aragón erstmals urkundlich genannt.

## Bevölkerungsentwicklung seit 1900
| 1900 | 1910 | 1930 | 1940 | 1950 | 1960 | 1970 | 1981 | 1986 | 1992 | 1999 | 2004 |
| ---- | ---- | ---- | ---- | ---- | ---- | ---- | ---- | ---- | ---- | ---- | ---- |
| 834  | 836  | 773  | 647  | 577  | 448  | 385  | 343  | 329  | 295  | 262  | 241  |

## Sehenswürdigkeiten
- Einsiedelei Nuestra Señora de la Jarea, die auf einen islamischen Bau aus der Zeit vor der Reconquista zurückgehen dürfte
- Kirche San Juan Bautista
- Gotische Fuente Alpín

## Persönlichkeiten
- José Antonio Satué Huerto (* 1968), römisch-katholischer Geistlicher, Bischof von Málaga